# Rasmus Pedersen (cyklist)
Rasmus Pedersen, född den 9 juli 1998, är en dansk tävlingscyklist.
Pedersen ingick i det danska laget som tog silver i lagförföljelse vid OS 2020. Han tog även guld i lagförföljelse vid VM 2020 och 2023.